# Boğazkent, Serik
Boğazkent là một thị trấn thuộc huyện Serik, tỉnh Antalya, Thổ Nhĩ Kỳ. Dân số thời điểm năm 2011 là 2.811 người.